# Poremećaji kolornog vida
Sljepoća za boje je nemogućnost uočavanja razlika između nekih boja. Poremećaj je najčešće genetski uvjetovan, ali također može nastati zbog oštećenja oka, živca, mozga ili pak zbog izlaganju određenim kemikalijama. Engleski kemičar John Dalton publicirao je 1798. godine prvi znanstveni rad na tu temu: “Extraordinary facts relating to the vision of colours“ ("Izvanredne činjenice o viđenju boja") nakon što je uočio da i sam pati od tog poremećaja. Zbog njegove publikacije danas se to stanje katkada naziva Daltonizam iako je taj termin zapravo užeg značenja i upotrebljava se za jedan od tipova sljepoće za boje zvan deuteranopia.  
Sljepoća za boje uobičajeno se klasificira kao vrsta invalidnosti. No, u pojedinim situacijama ljudi slijepi za boje imaju prednost nad ljudima s normalnim vidom. Postoje neke studije koje su zaključile da ljudi slijepi za boje bivaju bolji u uočavanju kamuflaža.

## Pozadina
Mrežnica (retina) je dio oka osjetljiv na svjetlo. Ona sadrži dvije vrste receptora za svjetlo: štapiće (uglavnom važni za gledanje u mraku) i čunjiće (uglavnom važni za gledanje po danu). Normalno postoje tri vrste čunjića, a svaki sadrži drugačiji pigment. Čunjići se aktiviraju kada pigment apsorbira svjetlo. Apsorpcijski spektar čunjića varira; jedni su maksimalno osjetljivi na kratke valove, drugi na srednje valove, a treći na duge valove (njihova najviša točka (vrh šiljka) osjetljivosti je u „plavom“, „žuto-zelenom“ i „žutom“ dijelu spektra). Apsorpcijski spektar svih triju vrste čunjića obuhvaća veliku količinu vidljivog spektra pa nije u potpunosti točno definirati ih kao „plave“, „zelene“ i „crvene“ receptore, posebice jer „crveni“ receptori zapravo imaju svoju najvišu točku (šiljak) osjetljivosti u žutom dijelu spektra. Osjetljivost normalnog vida u boji u konačnici ovisi o preklapanju između apsorpcijskog spektra sva tri sistema. Različite boje prepoznaju se kada različite vrste čunjića bivaju stimulirane svjetlom drugačijeg spektra. Primjerice, crveno svjetlo stimulira čunjiće za duge valove mnogo više nego ostale dvije vrste. Reduciranje valne duljine rezultira porastom stimulacije ostalih dviju vrsta čunjića te time dolazi do gradacije u nijansama. Mnogi geni u ženskom X kromosomu kodiraju odgovarajuće čunjiće. Sljepoća za boje gotovo se nikada ne pojavljuje kod žena, već gotovo uvijek kod muškaraca. Za majku se kaže da je nositeljica sljepoće za boje (oko 8% svih žena).

## Uzroci
Za bilo koju recesivnu genetsku karakteristiku koja perzistira čak u 5% ukupne populacije smatra se da može imati i neku prednost u duljem periodu. U drugom svjetskom ratu otkriveno je da se pri analizi fotografija iz zraka dobiva puno više informacija ako je u timu bila barem jedna osoba slijepa za boje. Značajno je za ljude da su samo trikromatski primati s vrlo visokim postotkom slijepih za boje. 
Druga moguća prednost vidi se u pronalasku tetrakromnih žena. Zbog inaktivacije X kromosoma, žene koje su heterozigoti za poremećenu trikromaziju trebale bi imati barem četiri vrste čunjića u mrežnici. Moguće je da im to pridonosi dodatnoj dimenziji vida u boji, pretpostavljeno prema analogiji New World majmuna gdje su heterozigotne ženke stekle trikromaziju u generalno dikromatskoj vrsti.

## Genetsko nasljeđivanje
Sljepoća za boje može se genetski naslijediti. Mnogi pogrešno smatraju da je jedini oblik nasljeđivanja preko mutacija X kromosoma, ali mapiranje humanog genoma dovelo je do spoznaje da postoji mnogo drugih mutacija – mutacije sposobne prouzročiti sljepoću za boje potječu od barem 19 različitih kromosoma i mnogo različitih gena (vidljivo na Online Mendelian Inheritance in Man (OMIM) bazi podataka na Johns Hopkins University). Distrofija čunjića, Čunjić-štapić distrofija, akromatopsija (zvana monokromazija ili sindrom disfunkcije štapića), retinitis pigmentosa (u početku zahvaća štapiće, ali kasnije može progredirati i zahvatiti čunjiće te time uzrokovati sljepoću za boje), dijabetes, senilna makularna degeneracija, retinoblastom, Leberova kongenitalna amauroza – samo su neke od nasljednih bolesti koje uzrokuju sljepoću za boje. 
Nasljedna sljepoća za boje može biti kongenitalna (od rođenja) ili pak može postupno napredovati. Ovisno o mutaciji može biti neprogresivna (oštećenje jednako kroz čitav život) ili pak progresivna. Progresivni fenotipi uključuju propadanje mrežnice i drugih dijelova oka, pa određeni oblici sljepoće za boje mogu napredovati u pravu sljepoću, oštrine vida 6/60 ili gore. 
Sljepoća za boje uvijek se odnosi na čunjiće, fotoreceptore u mrežnici, jer su upravo oni sposobni detektirati frekvencije boja u svjetlu koje opažamo. 
Oko 5-8% muškaraca i manje od 1% žena je na neki način slijepo za boje – bilo da je u pitanju sljepoća za samo jednu boju, kombinaciju boja ili pak neka druga vrsta mutacije. Razlog većem riziku X kromosom-vezane mutacije za muškarce je u tomu što oni imaju samo jedan X kromosom (XY), a žene imaju dva X kromosoma (XX). Ako žena naslijedi jedan normalan i jedan mutirani X kromosom, kod nje se neće prezentirati sljepoća za boje jer će se mutirani X kromosom deaktivirati. Ako je 5% oblika dobivenih gena mutirano, vjerojatnost da je jedna kopija mutirana je 5%, ali vjerojatnost da su obje kopije mutirane je 0.05 x 0.05 = 0.0025, ili samo 0.25%.

## Ostali uzroci
Shaken baby syndrome (sindrom djeteta zlostavljanog snažnim tresenjem) može uzrokovati oštećenje mrežnice i mozga i posljedično sljepoću za boje), nesreće i drugi oblici trauma (edem u okcipitalnom dijelu mozga), UV oštećenja (neadekvatna ili nikakva zaštita). Najviše UV oštećenja zbiva se u djetinjstvu i ovaj oblik degeneracije i propadanja mrežnice je vodeći uzrok sljepoće u svijetu. Oštećenja se najčešće javljaju u kasnijoj životnoj dobi.

## Klasifikacija poremećaja kolornog vida
Postoje mnogi tipovi sljepoće za boje. Najučestaliji su crveno-zeleni nasljedni fotoreceptorski poremećaji ali također su mogući stečeni oblici zbog oštećenja retine, optičkog živca ili viših moždanih centara. Viši moždani centri koji sudjeluju u procesuiranju boje su parvocelularni put i lateralne genikulatne jezgre talamusa te optičko područje V4 vidne kore. Stečena sljepoća za boje je često netipična za razliku od genetskih poremećaja. Na primjer, moguća je stečena sljepoća za boje samo u malom dijelu vidnog područja dok je na drugim mjestima normalan kolorni vid održan. Neki oblici stečene sljepoće za boje su reverzibilni. Rijetko se prolazni poremećaji za boje javljaju u migrenskoj auri.
Različiti tipovi prirođenih sljepoća za boje mogu varirati od potpune do djelomične sljepoće za boje, i disfunkcijom različitih sustava čunjića. Kada je jedan sustav čunjića oštećen pojavljuje se dikromazija. Najčešći oblik sljepoće za boje u ljudi je rezultat osjetljivosti sustava čunjića na srednju ili veliku valnu duljinu i uključuje probleme u razlikovanju crvene, žute i zelenee. Zajednički se nazivaju „crveno-zelena sljepoća za boje“ iako je naziv pojednostavljen i netočan. Ostali oblici sljepoće za boje su mnogo rjeđi. Uključuju probleme u razlikovanju plave od žute, i najrjeđi oblik je potpuna sljepoća za boje ili monokromazija, gdje oboljeli ne može razlučiti nijednu boju od sive, kao u crno-bijelom filmu.

### Prema etiologiji
- Stečeni
- Nasljeđeni : postoje tri tipa nasljednih poremećaja ; monokromazija, dikromazija te anomalna trikromazija
  - Monokromazija, tj. totalna sljepoća za boje, je nemogućnost raspoznavanja boja; uzrokovana nedostatkom ili defektom čunjića.

Monokromazija se pojavljuje kada nedostaju dva ili tri pigmenta čunjića i percepcija boje i svjetla je svedena na jednu dimenziju.
- -     - Monokromazija sa štapićima (akromatopsija) je rijetka neprogresivna nesposobnost raspoznavanja bilo koje boje zbog nedostatka ili disfunckije čunjića. Također je pojavna fotofobija, nistagmus, i mala vidna oštrina.
    - Monokromazija s čunjićima je rijedak oblik totalne sljepoća za boje. Međutim, ljudi s monokromazijom imaju normalnu vidnu oštrinu te normalan elektroretinogram i elektrookulogram.

- - Dikromazija je umjereno teška sljepoća za boje u kojoj nedostaje ili ne funcionira jedan od tri pigmenta za raspoznavanje boja. Nasljeđuje se X-vezano, pogađajući češće muškarce. Boja je svedena na dvije dimenzije.
    - Protanopija- rijedak poremećaj,uzrokovan potpunim nedostatkom crvenog fotoreceptora. To je oblik dikromazije u kojem se crvena boja čini tamnom. Nasljedno je, X-vezano te je prisutna u 1% muškaraca.
    - Deuteranopija- poremećaj uzrokovan nedostatkom zelenog fotoreceptora. Oblik dikromazije u kojem su pojavna samo dva pigmenta čunjića. Nasljeđuje se X-vezano te također pojavna u 1% muškaraca.
    - Tritanopija- iznimno rijedak poremećaj karakteriziran nedostatkom plavih fotoreceptora.

  - Anomalna trikromazija je učestali tip nasljednog poremećaja raspoznavanja boja koji se javlja kada je jedan od tri pigmenta promijenjen. Rezultat je oštećenje, a ne gubitak trikromazije (normalan 3D kolorni vid)
    - Protanomalija je blagi poremećaj raspoznavanja boja, u kojem je promijenjana senzitivnost crvenih receptora, što rezultira slabim razlučivanjem crvene od zelene. Nasljedna je, X-vezana, pojavljuje se u 1% muškaraca.Često se prenosi s majke na dijete.
    - Deuteranomalija, uzrokovana sličnom promjenom u zelenim receptorima. Najčešći je tip poremećaja raspoznavanja boja, blago pogađa crveno-zeleno raspoznavanje u 5% muškaraca. Nasljeđuje se X-vezano.
    - Tritanomalija je rijedak nasljedni poremećaj raspoznavanja boja koja pogađa raspoznavanje plave i žute. Za razliku od ostalih oblika ne prenosi se X-vezano.

### Podjela po kliničkoj slici
Prema kliničkoj slici, sljepoću za boje podijelili smo na potpunu i djelomičnu. Potpuna je mnogo rjeđa od djelomične. Dva glavna tipa sljepoće za boje su: teško razlučivanje crvene i zelene, te teško razlučivanje plave od žute.

## Kongenitalni poremećaji kolornog vida
Kongenitalni poremećaji kolornog vida dijele se ovisno o broju zahvaćenih primarnih boja:

### Monokromazija
Monokromazija je stanje kada postoji samo jedna ili nijedna vrsta čunjića. Monokromati nemaju mogućnost razlikovanja boja i posjeduju samo mogućnost razlikovanja svjetlijih i tamnijih nijansi. 
Javlja se u dva osnovna oblika:
1.	monokromazija sa štapićima ili akromatopsija – mrežnica sadrži samo štapiće pa je uz nemogućnost razlikovanja boja otežan je vid uz normalan intenzitet svjetlosti. Dok je akromatopsija relativno rijetka u općoj populaciji, vrlo je učestala na otoku Pingelap u Mikroneziji, gdje je poznata pod nazivom maskun i pretpostavlja se da je ima 1/12 stanovništva. U velikoj oluji koja je u 18. stoljeću poharala otok Island jedan od preživjelih muškaraca bio je nosilac gena za akromatopsiju i danas je otprilike 30% stanovništva ovoga otoka nosilac tog gena.
2.	monokromazija s čunjićima  - u mrežnici postoje štapići i jedna vrstra čunjića. U ovoj vrsti monokromazije osoba dobro vidi pri dnevnom svjetlu, ali nema mogućnost razlikovanja boja. Monokromazija s plavim čunjićima uzrokovana je potpunim nedostatkom L- i M- čunjića i nasljeđuje se X vezano isto kao i crvena i zelena monokromazija. Takve osobe su najosjetljivije na plavi dio vidljivog spektra (oko 440 nm). U takvih osoba obično se nađe nistagmus, fotofobija, smanjena vidna oštrina i miopija. Vidna oštrina je između 20/50 do 20/400.

### Dikromazija
Dikromazija je stanje kada postoje samo dvije vrste čunjića.  Protanopi, deuteranopi i tritanopi su dikromati. Oni boje dobivaju miješanjem samo dviju osnovnih boja dok u normalnih osoba u tom sudjeluju tri osnovnne boje. Osobe s ovakvim poremećajem svjesne su svog nedostatka koji im može pričinjati teškoće u obavljanju svakodnavnih poslova. Protanopi i deuteranopi ne razlikuju crvenu, narančastu, žutu i zelenu boju. Sve te boje koje normalno oko razlikuje protanopima i deuteranopima izgledaju jednako. Na njih otpada 2% populacije. Nasljeđuje se X vezano.
Protanopia (1% muškaraca) je manjak čunjića osjetljivih na dulje valne duljine. Takve osobe nisu u mogućnosti razlikovati boje u zeleno-žuto-crvenom dijelu spektra i imaju neutralnu točku u zelenom području oko 492 nm, tj. ne mogu razlikovati svjetlost te valne duljine od bijele boje. Za protanope intenzitet crvene, narančaste i žute boje je značajno smanjen i to smanjenje može biti toliko izraženo da postoje teškoće razlikovanja crvene boje od crne ili tamno sive pa se tako crveno svjetlo na semaforu može činiti ugašeno. Takve osobe mogu naučiti razlikovati crveno zuto i zeleno prvenstveno na osnovi intenziteta, a ne na osnovi vidljive razlike u boji. Razne nijanse ljubičaste boje ne razlikuju se od plave jer su njihove crvene komponente toliko prigušene da su nevidljive. Npr. ružičasti cvijet koji isijava crveno i plavo svijetlo protanop može vidjeti samo plavo. Većinom su zahvaćena oba oka, samo u malog broja osoba nalazimo jedno normalno i jedno protanopično oko. Ti unilateralni dikromati s otvorenim protanopičnim okom vide valne duljine ispod neutralne točke plavo, a one iznad te točke kao žute. Ovo je jako rijedak oblik poremećaja kolornog vida. Nasljeđuje se X vezano.
Deuteranopija (1% muškaraca) je manjak čunjića osjetljivih na srednje valne duljine. Niti te osobe nisu u mogućnosti razlikovati boje u zeleno-žuto-crvenom dijelu spektra. Njihova neutralna točka nalazi se na 489 nm. Deuteranopi imaju isti problem s raspoznavanjem boja, ali raspoznavanje nijansi nije porememećeno. I crvena i narančasta i žuta i zelena boja njima izgledaju isto kao različite nijanse ljubičaste i plave. Deuteranopija je jedan od rjeđih poremećaja kolornog vida koji zahvaća oko 1% muške populacije,  poznata je pod nazivom daltonizam po Johnu Daltonu koji je prvi opisao bolest (Daltonova dijagnoza je potvrđena kao deuteranopija tek 1995 godine, oko 150 godina nakon njegove smrti, pomoću DNK analize njegove očne jabučice). Deuteranopi imaju isti problem s razlikovanjem boja kao i protanopi, ali oni kod deuteranopske unilateralne dikromazije vide samo s deuteranopskim okom valne duljine ispod neutralne točke plavo, a one iznad te točke kao žute. Nasljeđuje se X vezano.
Tritanopija (manje od 1% populacije) manjak čunjića osjetljivih na kraće valne duljine. Osobe s ovim poremećajem nisu u mogućnosti raspoznavati boje u plavo-žutom dijelu vidljivog spektra. Ovaj oblik poremećaja se nasljeđuje autosomno.

### Anomalna trikromazija
Osobe s anomalnom trikromazijom imaju sve primarne boje ali teže razlikuju nijanse određene primarne boje. Takve osobe se nazivaju anomalni trikromati, a ovisno o nijansi primarne boje koju slabije raspoznaju mogu biti: protanomali, deuteranomali ili tritanomali. Protanomali trebaju više crvene boje u smjesi crvene i zelene od osoba s urednim raspoznavanjem boja, deuteroanomali trebaju više zelene. Osobe s ovakvim poremećajem kolornog vida često nisu niti svjesne svoga nedostatka, pa uredno obavljaju aktivnosti koje zahtijevaju uredan vid. Jedini problem im predstavlja test raspoznavanja boja.

## Učestalost
Poremećaj kolornog vida pogađa veliki broj ljudi, iako su točni razmjeri podložni varijacijama unutar skupina. U Australiji se, na primjer, javlja u 8% muške populacije i u samo 0.4% ženske populacije.[18]
U izoliranim zajednicama ljudi, gdje je raznolikost gena mala, moguća je prisutnost poremećaja u većem postotku, čak i onih oblika neraspoznavanja boja koji su manje uobičajeni. Takvi se primjeri mogu pronaći u ruralnim područjima Finske, u Mađarskoj i na nekim otocima Škotske. 
U Sjedinjenim Američkim Državama oko 7% muške populacije – od prilike 10.5 milijuna muškaraca – i oko 0.4% ženske populacije nije u stanju razlikovati crvenu boju od zelene boje ili nije u mogućnosti vidjeti razliku između tih dvaju boja (Howard Hughes Medical Institute, 2006.). Istraživanja ljudskog vida vezanog za boje pokazala su da se u više od 95% svih slučajeva odstupanja poremećaji odnose na receptore za crvenu i zelenu boju u oku muškarca. Sljepoća na plavi dio spektra vrlo je rijetka među muškarcima kao i među ženama.
Učestalost poremećaja kolornog vida
|                                                                                  | Muškarci   | Žene     | Ukupno | Reference |
| -------------------------------------------------------------------------------- | ---------- | -------- | ------ | --------- |
| Ukupno                                                                           | -          | -        | -      |           |
| Ukupno (Sjedinjene Američke Države)                                              | -          | -        | 1.30%  | [19]      |
| Crveno – Zeleno (Ukupno)                                                         | 7 do 10%   | -        | -      | [20] [19] |
| Crveno – Zeleno (bijelci)                                                        | 8%         | -        | -      | [21]      |
| Crveno – Zeleno (azijati)                                                        | 5%         | -        | -      | [21]      |
| Crveno – Zeleno (crnci)                                                          | 4%         | -        | -      | [21]      |
| Monokromazija                                                                    | -          | -        | -      |           |
| Monokromazija štapića (disfunkcija, abnormalna struktura ili nedostatak čunjića) | 0.00001%   | 0.00001% | -      | [22]      |
| Dikromati                                                                        | 2.4%       | 0.03%    | -      | [22]      |
| Protanopi (nedostatak L-čunjića)                                                 | 1% do 1.3% | 0.02%    | -      | [19] [22] |
| Deuteranopi (nedostatak M-čunjića)                                               | 1% do 1.2% | 0.01%    | -      | [19] [22] |
| Tritanopi (nedostatak S-čunjića)                                                 | 0.001%     | 0.03%    | -      | [22]      |
| Anomalni trikromati                                                              | 6.3%       | 0.37%    | -      | [22]      |
| Protanomali (defekt L-čunjića)                                                   | 1.3%       | 0.02%    | -      | [22]      |
| Deuteranomali (defekt M-čunjića)                                                 | 5.0%       | 0.35%    | -      | [22]      |
| Tritanomali (defekt S-čunjića)                                                   | 0.01%      | 0.01%    | -      | [22]      |

## Dijagnostika
Pri dijagnostici sljepoće na crvenu i zelenu boju najčešće se koriste Ishiharine 
 pseudoizokromatske tablice. Čini ih niz slika sačinjenih od obojenih kružića.
Likovi (najčešće arapski brojevi) su umetnuti u sliku u obliku niza kružića iznijansirane boje i mogu se uočiti u slučaju zdravog vida ali ne pri poremećaju kolornog vida. Test sadrži cijeli set likova i pozadina u različitim bojama. Na taj se način omogućuje točna dijagnoza o kojoj vrsti poremećaja kolornog vida se radi. Ovaj anomaloskop se koristi i za dijagnozu anomalnih trikromata. Nedostatkom ovog testa smatra se prisutnost likova koji predstavljaju isključivo brojeve te nije koristan kod male djece koja još nisu naučila brojeve. Od velike je važnosti što ranije dijagnosticirati poremećaj da bi se djeci mogao objasniti te spriječiti eventualne probleme i psihičke traume. Iz tog su razloga napravljeni novi testovi u kojima se nalaze samo simboli (kvadrat, krug, automobil).
Većina kliničkih testova je napravljena da budu brzi, jednostavni i učinkoviti pri utvrđivanju vrste poremećaja kolornog vida. S druge strane, u akademskim studijama poremećaja kolornog vida veće je polje interesa izrada fleksibilnih testova koji će prikupiti detaljnije informacije poremećaja, identificirati dodirne točke, i mjeriti najsitnije razlike.

## Terapija
U osnovi ne postoji terapija kojom bi se mogao izliječiti poremećaj sljepoće za boje. Postoje određene vrste obojenih filtera za naočale i obojenih kontaktnih leća koji mogu poboljšati percepciju kontrasta. Kod optometrista je moguće napraviti leću crvene boje koja se nosi na dominantnom oku. To može pomoći pri svladavanju testova za sljepoću za boje za određena radna mjesta. Učinkovitost takve leće srodna je nošenju crveno/plavih 3D naočala te je potreban period privikavanja na iskakanje određenih valnih duljina koje se predstavljaju prenaglašenima. Osim toga, dizajnirani su kompjutorski softveri koji pomažu osobama s poremećajem kolornog vida.
Gnome Desktop omogućava pristup prilagođen osobama s poremećajem sljepoće za boje putom gnome-mag i libcolorblind softvera. Koristeći gnome aplikaciju, korisnik može uključiti i isključiti filter boja uz mogućnost biranja iz seta različitih transformacija boja koje će pomoći pri razotkrivanju boja. Takav softver omogućava osobama slijepim za boje da vide brojeve u Ishihara testu.
Američki Nacionalni Institut za Oko vrši istraživanja o liječenju i eventualnom izlječenju sljepoće za boje.

## Implikacije u dizajnu kod poremećaja kolornog vida
Znakovi u bojama predstavljaju problem osobama slijepim za boje koji ih teško razumiju ili ih uopće ne razumiju.
Dobrim se grafičkim dizajnom treba izbjeći upotreba boja i njihovih kontrasta pri prenošenju informacija. Ta činjenica ne pomaže samo osobama s poremećajem kolornog vida već olakšava shvaćanje i osobama normalnog vida. Upotreba Cascading Style Sheets na globalnoj mreži omogućuje da stranice dobiju alternativnu shemu u boji prepoznatljivu za čitatelje sljepilom na boje. Takav generator shema u boji pomaže grafičkim dizajnerima da vide sheme u 9 vrsti kako to vide osobe pogođene tim poremećajem. Kao primjer mogućeg problema za osobe slijepe na boje uzet je graf iz jednog članka iz New York Times-a. Tipičnom čitaču slijepom za crvenu i zelenu boju bit će praktički nemoguće čitati graf u kojem su prisutne samo zelena i narančasta boja jer njemu je zeleni dio gotovo isti kao i narančasti, te je stoga graf nečitak za njega.
Sljepoća za boje jako je osjetljiva i na vrstu materijala na kojem se boje nalaze.  Zato bi dizajneri trebali pripaziti i na materijal koji koriste. Na primjer moguće je da osoba koja ne može raspoznati boje na papiru, lakše raspoznaje te iste boje na ekranu kompjutora ili televizora. Nadalje, mnogim je osobama slijepim za boje lakše raspoznati boje na umjetnim materijalima kao što je plastika i akrilne boje nego li na prirodnim materijalima kao što su papir i drvo. U nekih osoba s poremećenim kolornim vidom boja može biti prepoznata samo ako je prisutna u dovoljnoj količini. Tako npr. tanka linija određene boje može biti percipirana kao crna, dok deblja linija iste nijanse može biti percipirana kao obojana.
Kad je potrebno brzo procesuiranje vizualnih informacija, kao pri nesreći vlaka ili aviona, vidni sustav djeluje samo u nijansama sive boje, a prekobrojne informacije o bojama bivaju ispuštene. To je jedna od važnih informacija za uzeti u obzir prilikom dizajniranja izlaza u slučaju hitnoće, kočnica za hitnoću ili SOS telefona.
Radi nemogućnosti prepoznavanja boja kao što su crvena i zelena, pojedine zemlje (Singapur do 1990. god., Rumunjska još i dan danas) ne dozvoljavaju izdavanje vozačkih dozvola osobama sa sljepoćom za boje. U Rumunjskoj je u tijeku postupak kojim bi se dozvolilo izdavanje vozačke dozvole osobama s poremećajem u prepoznavanju boja.

## Zablude i kompenzacije
Sljepoća za boje nije zamjena boja u oku promatrača. Trava nikad nije crvena i stop-znakovi nikad nisu zeleni. Ljudi koji ne razaznaju boje nikad ne nauče zvati crvenu zelenom ili obratno. Tako dikromati često zamjenjuju crvene i zelene predmete. Na primjer, može im biti teško razlikovati Braeburn od Granny Smith jabuke; u nekim slučajevima crvenu i žutu boju semafora, bez drugih tragova (kao što su oblik ili lokacija).  To je prikazano u ovoj simulaciji s dvije vrste jabuka s obzirom na to kako ih vidi trikromat ili dikromat.
Anomalni trikromati često mogu lako uočiti kamuflažnu odjeću, mrežu ili boju koja je dizajnirana za ljude s normalnim vidom. Oni više teže učenju tekstura i to im omogućava da vide kamuflažne uzorke.
Boje prometnog svjetla zbunjuje neke dikromate; ne postoji očigledna razlika između crvene i žute, natrijskih uličnih lampi, a zelena boja može biti zamijenjena prljavo bijelom. To je rizični faktor na brzim, valovitim cestama gdje se ne mogu koristiti kutni znakovi.
U Britaniji, prometni svjetlosni znakovi obilježeni su bojama koje se lakše raspoznaju: crvena je jarko crvena, jantarna je žuta, a zelena ima plavičastu nijansu. Većina prometnih signala u Britaniji sadrži bijele pravokutnike: dikromati gledaju poziciju svijetla između pravokutnika   (vrh, sredina, dno) jer britanska prometna svjetla nikad nisu postavljena vodoravno.
Sljepoća na boje skoro nikad ne znači kompletan monokromatizam. U većini slučajeva, ljudi slijepi na boje imaju plavo-žutu diskriminaciju i većina individualaca slijepih na boje su anomalni trikromati, a ne kompletni dikromati. U praksi ovo znači da oni često zadržavaju određenu diskriminaciju na crveno-zelenoj osi spektra boja. Iako je njihova sposobnost za raspoznavanje boja u toj dimenziji smanjena, također treba primijetiti da neki ljudi ne mogu raspoznati neke ili sve brojeve u testu za raspoznavanje boja, a ipak mogu uočiti razliku boja u svakodnevnom životu. To može biti zbog određenih pigmenata korištenih u tekstu; oni mogu izblijediti tokom vremena ili možda nisu ispravno reproducirani u kopijama.
|  | Molimo pročitajte upozorenje o korištenju medicinskih informacija. Ne provodite liječenje bez savjetovanja s liječnikom! |